# 탄정대
탄정대(일본어: 彈正臺 단조다이[*])는 일본의 율령제에 존재했던 기관인 팔성(八省)에 속하는 기관이다. 감찰과 경찰 역할을 담당했다. 1896년 메이지 시대에 감찰기관으로 부활하여 교토에 다시금 설치되었다.

## 같이 보기
- 일본의 율령제
- 일본의 관제